# Henning Klöter
Henning Klöter (* 1969 in Münster) ist ein deutscher Sinologe und Linguist. Er ist seit 2015 Professor für Neuere Sprachen und Literaturen Chinas an der Humboldt-Universität zu Berlin.

## Leben und Wirken
Klöter studierte von 1990 bis 1997 Sinologie, Germanistik und Linguistik an der Universität Trier, der Capital Normal University in Peking, der Universiteit Leiden und der Nationaluniversität Taiwan. Er schloss mit einem Master of Arts in Sinologie ab. Anschließend war er zwei Jahre als Übersetzer und Redakteur beim taiwanischen Auslandsrundfunk Central Broadcasting System tätig. Es folgte ein Promotionsstudium der chinesischen Linguistik an der Research School of Asian, African and Amerindian Studies (CNWS) der Universität Leiden, das er 2003 mit einer Dissertation über die taiwanische Schriftsprache als Ph.D. abschloss. 
Danach lehrte Klöter bis 2005 als Lektor an der Fakultät für Ostasienwissenschaften der Ruhr-Universität Bochum und kehrte dann als wissenschaftlicher Mitarbeiter in einem NWO-Programm an das sinologische Institut der Universität Leiden zurück. Von 2007 bis 2009 war er Assistant Professor am Graduierteninstitut für internationale Sinologie-Studien der National Taiwan Normal University in Taipeh. Von 2009 bis 2012 vertrat er einen Lehrstuhl für chinesische Sprachen und Literaturen an der Ruhr-Universität Bochum. Dort habilitierte er sich 2010 mit einer Arbeit über die Sprache der sogenannten Sangleys (d. h. Überseechinesen auf den Philippinen bzw. chinesisch-philippinische Mischlinge), die in missionarischen Quellen des 17. Jahrhunderts dokumentiert ist. 
Klöter wurde 2012 als Professor für Chinesisch (Translations-, Sprach- und Kulturwissenschaft) an die Johannes Gutenberg-Universität Mainz berufen und wechselte im Jahr darauf als Professor für Fachdidaktik Chinesisch als Fremdsprache an die Georg-August-Universität Göttingen. Seit 2015 hat er die Professur für Neuere Sprachen und Literaturen Chinas am Seminar für Ostasienstudien der Humboldt-Universität zu Berlin (HU) inne. Von 2018 bis 2023 war er zudem geschäftsführender Direktor des Instituts für Asien- und Afrikawissenschaften der HU.
Zu seinen Forschungsinteressen gehören Mehrsprachigkeit, Mehrschriftigkeit, Sprachplanung und Sprachkontakt in Greater China (einschließlich Singapur); chinesischsprachige Literatur; historische Soziolinguistik; Missionars- und Koloniallinguistik; Geschichte der chinesischen Sprachwissenschaft in Europa; chinesische Lexikographie; Chinesisch als Fremdsprache sowie Geschichte und Gesellschaft Taiwans. Klöter ist Mitherausgeber der Schriftenreihe SinoLinguistica, der Fachzeitschrift CHUN – Chinesischunterricht und gehört dem Herausgeberbeirats des International Journal of Taiwan Studies an.

## Veröffentlichungen (Auswahl)
- Written Taiwanese. Harrassowitz, Wiesbaden 2005.
- The Language of the Sangleys. A Chinese vernacular in missionary sources of the seventeenth century. Brill, Leiden/Boston 2011.
- Hrsg. mit Bi-yu Chang: Imaging and Imagining Taiwan. Identity representation and cultural politics. Harrassowitz, Wiesbaden 2012.